# فرانشيسكا ايز
فرانشيسكا ايز (بالألمانية: Franziska Weisz) (و. 1980 – م) هي ممثلة من النمسا . ولدت في فيينا .

## التعليم
تعلمت في جامعة فيينا، وكلية كينجز لندن

## روابط خارجية
- فرانشيسكا ايز على موقع IMDb (الإنجليزية)
- فرانشيسكا ايز على موقع مونزينجر (الألمانية)
- فرانشيسكا ايز على موقع ألو سيني (الفرنسية)
- فرانشيسكا ايز على موقع أول موفي (الإنجليزية)
- فرانشيسكا ايز على موقع قاعدة بيانات الأفلام السويدية (السويدية)
- فرانشيسكا ايز على موقع ديسكوغز (الإنجليزية)
- فرانشيسكا ايز على موقع قاعدة بيانات الفيلم (الإنجليزية)
- فرانشيسكا ايز على موقع كينوبويسك (الروسية)